# Erysimum linifolium
Erysimum linifolium är en korsblommig växtart som först beskrevs av Christiaan Hendrik Persoon, och fick sitt nu gällande namn av Jacques Étienne Gay. Erysimum linifolium ingår i släktet kårlar, och familjen korsblommiga växter. Inga underarter finns listade i Catalogue of Life.

## Bildgalleri

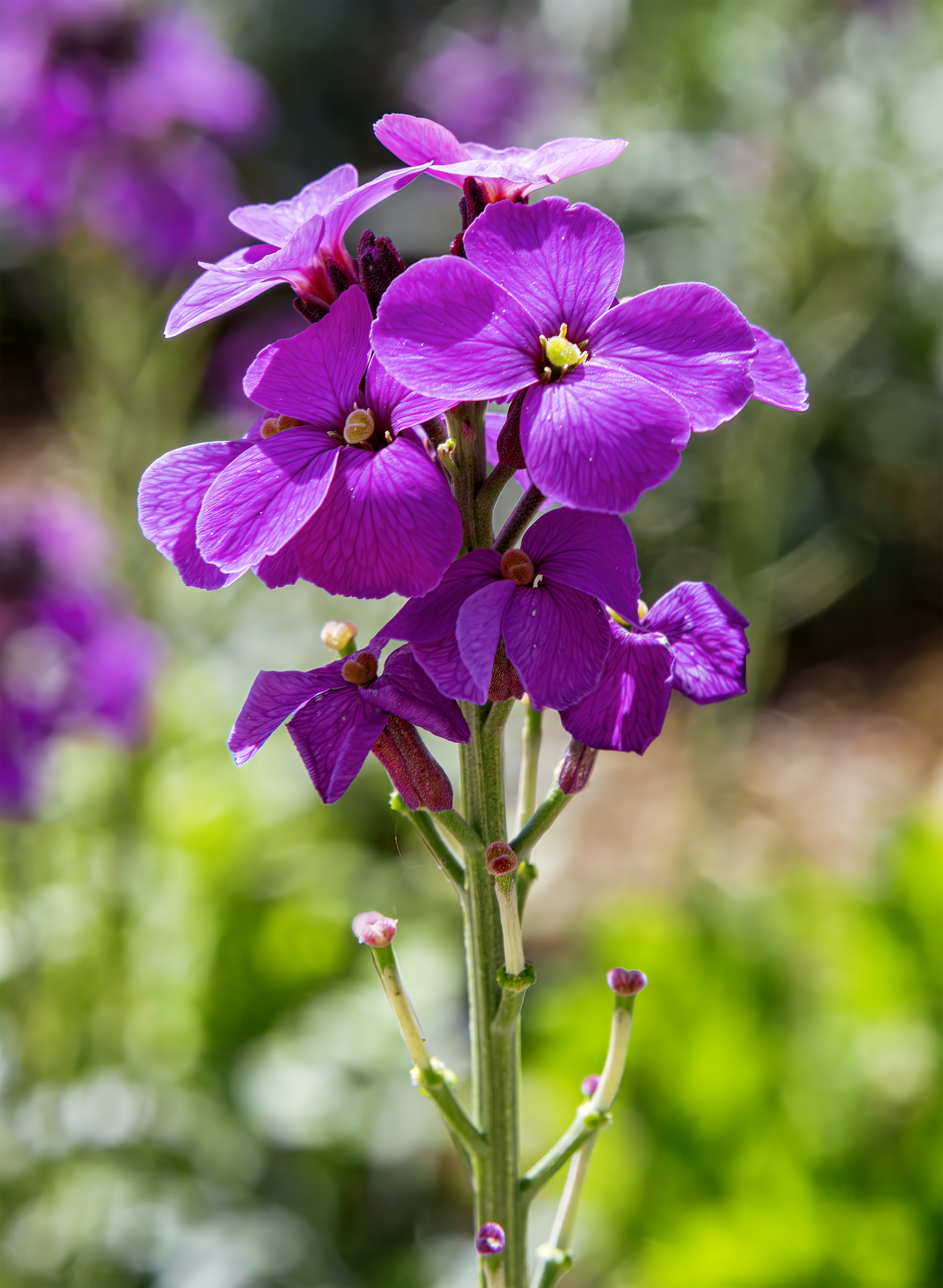
Blomställning